# 王家岔乡
王家岔乡，是中华人民共和国山西省忻州市岢岚县下辖的一个乡镇级行政单位。2021年5月，撤销王家岔乡，整建制并入宋家沟镇。

## 行政区划
王家岔乡下辖以下地区：
王家岔村、宁家岔村、辛家湾村、水泉子村、黄土坡村、贾楼底村、朱家湾村、武家沟村、楼房底村和寇家村。